# つじ要
つじ 要（つじ かなめ）は、日本の漫画家。男性。
2007年、29歳で講談社の「第7回少年シリウス新人賞」にて『論理少女』が担当特別賞を受賞。2008年、『月刊少年シリウス』4月号より『論理少女』の連載開始。
単行本などでも自身については全く語っておらず、詳しいプロフィールは不明。

## 作品
- 論理少女（月刊少年シリウス、講談社、2008年4月号 - 2011年2月号）
- BUN!BUN!BUN!（ARIA、講談社、2011年9月号）